# Las Playas, Hidalgo
Las Playas är en ort i Mexiko.   Den ligger i kommunen Hidalgo och delstaten Durango, i den centrala delen av landet, 900 km nordväst om huvudstaden Mexico City. Las Playas ligger 1 957 meter över havet och antalet invånare är 154.
Terrängen runt Las Playas är platt åt nordost, men åt sydväst är den kuperad.  Trakten runt Las Playas är nära nog obefolkad, med mindre än två invånare per kvadratkilometer. Las Playas är det största samhället i trakten. Omgivningarna runt Las Playas är i huvudsak ett öppet busklandskap.